# Вильянуэва, Уго
Уго́ Ома́р Вильянуэ́ва Клаве́рия (исп. Hugo Omar Villanueva Clavería; 9 апреля 1939, Сантьяго — 23 июня 2024) — чилийский футболист, игравший на позиции защитника; участник чемпионата мира 1966 года.

## Биография

### Клубная карьера
Вильянуэва в течение девяти сезонов играл за «Универсидад де Чили», в составе которого завоевал пять чемпионских титулов. Вместе с Серхио Наварро он был одним из ключевых защитников этой команды, за которую сыграл более 130 матчей.
В 1967 году стал игроком сальвадорской команды «УЭС», в составе которой отыграл два сезона и завершил карьеру игрока в возрасте 30 лет.

### Карьера в сборной
Вильянуэва играл за сборную Чили на чемпионате мира 1966 года, сыграв три игры на групповом этапе, по итогам которого чилийцы заняли в группе последнее место.
В следующем году принимал участие на чемпионате Южной Америки 1967 года, на котором сборная Чили завоевала бронзовые медали. Всего за сборную Чили сыграл 21 матч, в которых не забил ни одного мяча.

### Смерть
Скончался 23 июня 2024 года в возрасте 85 лет.

## Достижения
«Универсидад де Чили»
- Чемпион Чили (5): 1959, 1962, 1964, 1965, 1967